# 배드 걸 (2012년 영화)
《배드 걸》(Mauvaise fille, Bad Girl)은 프랑스에서 제작된 패트릭 밀레 감독의 2012년 드라마 영화이다. 이지아 이즐랭 등이 주연으로 출연하였다.

## 출연

### 주연
- 이지아 이즐랭
- 캐롤 부케
- 아르튀르 뒤퐁
- 밥 겔도프

### 조연
- 조아나 프레이스
- 쟈크 웨버
- 인길 발렌티
- 에릭 사빈
- 로랑 포이트레노스
- 헬렌 바부